# Tourbillon FC
Der Tourbillon FC ist ein tschadischer Fußballverein aus N’Djamena. Er trägt seine Heimspiele im Stade Omnisports Idriss Mahamat Ouya aus.
Der Verein wurde 1972 und ist einer der erfolgreichsten des Landes. Er gewann 1987, 1991, 1997, 2000, 2001 und 2010 die Championnat National (Tschad) sowie 1987, 1989 und 2008 den Coupe du Tschad. Durch die Erfolge qualifizierten sie sich mehrmals für die afrikanischen Wettbewerbe, scheiterte aber meist in der ersten Spielrunde. Aktuell hat der Verein finanzielle Probleme, da der Hauptsponsor sich zurückgezogen hatte bzw. Gelder veruntreut hat.

## Statistik in den CAF-Wettbewerben
| Wettbewerb                          | Runde         | Gegner                      | Hinspiel | Rückspiel            |  |
| ----------------------------------- | ------------- | --------------------------- | -------- | -------------------- |  |
|                                     |               |                             |          |                      |  |
| African Cup Winners’ Cup 1990       | Qualifikation | Liberté FC                  | 0:0 (A)  | 2:1 (H)              |  |
|                                     | 1. Runde      | Petrosport FC               | 0:0 (H)  | 0:2 (A)              |  |
| African Cup of Champions Clubs 1992 | Qualifikation | Forces Armées CA Bangui     | 0:0 (H)  | 1:1 (A)              |  |
|                                     | 1. Runde      | al-Hilal Khartum            | 2:3 (H)  | 1:0 (A)              |  |
| CAF Cup 1993                        | Qualifikation | Anges de Fatima Bangui      | 1:1 (H)  | 3:2 (A)              |  |
|                                     | 1. Runde      | Canon Yaoundé               | 0:0 (H)  | 0:3 (A)              |  |
| CAF Champions League 1998           | Qualifikation | AS Tempête Mocaf Bangui     | n. a.    | n. a.                |  |
|                                     | 1. Runde      | Cotonsport Garoua           | 0:0 (H)  | 1:4 (A)              |  |
| CAF Champions League 2001           | Qualifikation | Red Sea FC                  | 0:2 (A)  | 2:0 (H) / n. E.: 2:4 |  |
| CAF Champions League 2002           | Qualifikation | Dynamic Togolais FC         | 3:2 (H)  | 0:0 (A)              |  |
|                                     | 1. Runde      | Espérance Sportive de Tunis | 1:5 (A)  | 1:3 (H)              |  |
| CAF Confederation Cup 2006          | Qualifikation | Diables Noirs               | 2:2 (H)  | 1:3 (A)              |  |
| CAF Champions League 2008           | Qualifikation | Tout Puissant Mazembe       | 0:3 (H)  | n. a.                |  |
| CAF Confederation Cup 2009          | Qualifikation | Vital’O FC                  | 4:0 (H)  | 0:1 (A)              |  |
|                                     | 1. Runde      | Union Douala                | 1:2 (H)  | 2:3 (A)              |  |
| CAF Champions League 2011           | Qualifikation | Raja Casablanca             | 1:10 (A) | n. a.                |  |

- 1998: Der AS Tempete Mocaf wurde disqualifiziert.
- 2008: Der Verein wurde nach dem ersten Spiel disqualifiziert.
- 2011: Nach der deutlichen Hinspiel-Niederlage verzichtete der Verein auf das Rückspiel.